# Greyston Holt
Greyston Holt (Calgary, Alberta; 30 de septiembre de 1985) es un actor canadiense, más conocido por haber interpretado a Ray Prager en la serie "Durham County", Clayton Danvers en la serie Bitten y en la serie "Somewhere between" como Kyle.

## Carrera
En 2005 se unió a la miniserie Into the West donde dio vida a Aaron Wheeler, uno de los hijos de Samson Wheeler (Matthew Modine) y Susannah  Wheeler (Rebecca Jenkins). Aaron junto a sus padres y hermano son asesinados por Bill Anderson, quien había amenazado a su familia por haber contratado a Henry Foster, un hombre de raza negra.
En 2006 se unió al elenco de la película A Girl Like Me: The Gwen Araujo Story donde interpretó a Jaron Nabors, uno de los culpables. La película cuéntala vida real de Gwen Araujo, una adolescente transexual que es asesinada por un grupo de hombres con los que había estado saliendo luego de que estos descubrieran que había nacido hombre.
En 2007 se unió al elenco de la serie Durham County donde interpretó a Ray Prager Jr, hasta el final de la serie en el 2010.
Ese mismo año apareció como invitado en la serie Smallville donde interpretó a Tobias Rice, un exestudiante que queda ciego durante la segunda lluvia de meteoritos.
En 2012 apareció como invitado en la serie Alcatraz donde interpretó a Emerson Hauser de joven, un agente del FBI y exoficial del departamento de policía de San Francisco, que estuvo presente la noche que los prisioneros de Alcatraz desaparecieron.
Ese mismo año apareció en la popular serie Once Upon a Time donde interpretó al caballero Frederick, el verdadero amor de la princesa Abigail (Anastasia Griffith). Su contraparte en la vida real es Jim, el profesor de gimnasia de la escuela de Storybrooke.
En 2013 se unió al elenco de la película para la televisión She Made Them Do It donde interpretó a Rick, el novio de Sarah Pender (Jenna Dewan-Tatum). La película está basada en la historia real de Sarah Jo Pender y su novio Richard Edward "Rick" Hull ambos acusados y encarcelados por el asesinato de sus compañeros de cuarto.
En 2014 se unió al elenco principal de la serie Bitten donde interpretó a Clayton Danvers, un hombre lobo hasta el final de la serie en 2016.

## Filmografía

### Series de televisión
| Año         | Título                | Personaje            | Notas                                                                                                  |
| ----------- | --------------------- | -------------------- | --- |
| 2021 - 2022 | Riverdale             | Glen Scot            | 8 episodios (recurrente temporada 5; invitado temporada 6)                                             |
| 2019        | The 100               | Gavin Marcus Kane II | Episodio: "The Old Man and the Anomaly" (temporada 6) Episodio: "What You Take With You" (temporada 6) |
| 2016        | No Tomorrow           | Mikhail              | episodio "No Holds Barred"                                                                             |
| 2014 - 2016 | Bitten                | Clayton Danvers      | 33 episodios                                                                                           |
| 2013        | Cedar Cove            | Seth Gunderson       | episodio "Pilot"                                                                                       |
| 2013        | Motive                | Scott Hayward        | episodio "Pushover"                                                                                    |
| 2013        | Arctic Air            | Jesse Backus         | episodio "Stormy Weather"                                                                              |
| 2013        | Emily Owens, M.D.     | Hijo de Mrs. Duroux  | episodio "Emily and... The Social Experiment"                                                          |
| 2012        | Alcatraz              | Emerson Hauser       | 3 episodios                                                                                            |
| 2012        | Psych                 | Todd Kramer          | episodio "Shawn and the Real Girl"                                                                     |
| 2012        | Once Upon a Time      | Frederick/Jim        | episodio "What Happened to Frederick"                                                                  |
| 2011        | Flashpoint            | Kevin Baines         | episodio "Team Player"                                                                                 |
| 2011        | Sanctuary             | Teniente Coxswell    | episodio "Into the Black"                                                                              |
| 2011        | SGU Stargate Universe | Soldado Reynolds     | episodio "The Hunt"                                                                                    |
| 2011        | Fringe                | Vince                | episodio "Os"                                                                                          |
| 2010        | Seven Deadly Sins     | Cain Geary           | 2 episodios                                                                                            |
| 2007 - 2010 | Durham County         | Ray Prager Jr.       | 18 episodios                                                                                           |
| 2007        | Sabbatical            | Jordan               | - |
| 2007        | Flash Gordon          | Keith Parks          | episodio "Life Source"                                                                                 |
| 2007        | The 4400              | Byron Lillibridge    | episodio "One of Us"                                                                                   |
| 2007        | Blood Ties            | Brendan              | episodio "Stone Cold"                                                                                  |
| 2007        | Smallville            | Tobias Rice          | episodio "Freak"                                                                                       |
| 2005        | Into the West         | Aaron Wheeler        | episodio "Dreams and Schemes" - miniserie                                                              |

### Películas
| Año  | Título                                | Personaje         | Notas |
| ---- | ------------------------------------- | ----------------- | --- |
| 2014 | XBUS: The Movie                       | John              | junto a Ty Olsson, Elise Gatien, Andrew Francis, Olivia Cheng & Jessica Harmon                            |
| 2014 | See No Evil 2                         | -                 | junto a Glenn Jacobs, Danielle Harris, Kaj-Erik Eriksen, Katharine Isabelle, Chelan Simmons & Lee Majdoub |
| 2013 | She Made Them Do It                   | Rick              | junto a Jenna Dewan-Tatum, Mackenzie Phillips, Steve Bacic, John Walsh & Nels Lennarson                   |
| 2013 | Borealis                              | Dan               | junto a Ty Olsson, Michelle Harrison, Paulino Nunes, Bryan Dick, Josh Emerson & Patrick Gallagher         |
| 2012 | The Horses of McBride                 | Simon Senegal     | junto a Aidan Quinn, MacKenzie Porter, Kari Matchett & Edward Ruttle                                      |
| 2012 | Hannah's Law                          | Wyatt Earp        | junto a Sara Canning, John Pyper-Ferguson, Ryan Kennedy, Billy Zane, Kimberly Elise & Danny Glover        |
| 2011 | The Killing Game                      | Charlie           | junto a Laura Prepon, Ty Olsson, Brian Markinson, Kavan Smith & Jamie Bloch                               |
| 2010 | Fakers                                | Tanner Cruikshank | junto a Andrew Francis, Alexia Fast, Mike Beaver, Drea de Matteo & Gregory Smith                          |
| 2008 | Slap Shot 3: The Junior League        | Riley Haskell     | junto a Jeff Carlson, Steve Carlson, David Hanson, Lynda Boyd, Leslie Nielsen & Tyler Johnston            |
| 2008 | Lost Boys: The Tribe                  | Evan              | junto a Tad Hilgenbrink, Angus Sutherland, Autumn Reeser, Gabrielle Rose, Corey Feldman & Shaun Sipos     |
| 2008 | Nightmare at the End of the Hall      | Sam               | junto a Sara Rue, Duncan Regehr, Kavan Smith & Jacqueline MacInnes Wood                                   |
| 2006 | A Girl Like Me: The Gwen Araujo Story | Jaron Nabors      | junto a Mercedes Ruehl, JD Pardo, Lupe Ontiveros, Leela Savasta, Henry Darrow, Corey Stoll & Avan Jogia   |
| 2005 | Killer Bash                           | Greg              | junto a Raquel Riskin, Cory Monteith, Tara Wilson, Alicia Jones, Lindsay Maxwell & Sebastian Gacki        |
| 2004 | Perfect Romance                       | Joven             | junto a Kathleen Quinlan, Lori Heuring, Henry Ian Cusick, Michael Trucco, JR Bourne & Adam Harrington     |
| 2004 | The Sisterhood                        | Dan               | junto a Barbara Crampton, Jennifer Holland, Michelle Borth, Kate Plec, Houston Rhines & Matt Fitzgerald   |

## Premios y nominaciones
| Año  | Categoría                                                  | Premio    | Serie         | Resultado |
| ---- | ---------------------------------------------------------- | --------- | ------------- | --------- |
| 2008 | Best Supporting Performance by a Male in a Dramatic Series | Leo Award | Durham County | Nominado  |